# The Way I Mate
„The Way I Mate“ je country-taneční píseň švédské skupiny Rednex z jejich druhého alba Farm Out.
V souladu s názvem písně je v pozadí slyšet slabé sténání, zejména ke konci.

## Seznam skladeb
1. „The Way I Mate“ (Single Version) – 3:46
2. „The Way I Mate“ (Extended Version) – 6:57
3. „The Way I Mate“ (Rally Remix) – 5:12
4. „The Way I Mate“ (L.A. Dub) – 8:31
5. „The Way I Mate“ (Gaelic Mix) – 5:56
6. „The Way I Mate“ (Karaoke D.I.Y.) – 3:44

## Žebříčky
| Žebříček (1999–2000)               | Nejvyšší pořadí |
| ---------------------------------- | --------------- |
| Austrálie (ARIA)                   | 72              |
| Německo (GfK Entertainment charts) | 34              |
| Nizozemsko (Single Top 100)        | 58              |
| Rakousko (Ö3 Austria Top 40)       | 22              |
| Švédsko (Sverigetopplistan)        | 7               |
| Švýcarsko (Schweizer Hitparade)    | 37              |